# Rjazaňská oblast
Rjazaňská oblast (rusky Рязанская область) je jednou z oblastí v Rusku. Nachází se v jižní části Evropské poloviny země, jihovýchodně od Moskvy (zhruba 200 km).

## Historie
Rjazaňská oblast vznikla 26. září 1937.

## Oblastní symboly

### Vlajka
Vlajka Rjazaňské oblasti je tvořena listem o poměru stran 2:3, se třemi vodorovnými pruhy: bílým, zlatavým a červeným o poměru šířek 1:2:1. Uprostřed vlajky je (ovšem pouze na lícové straně) postava knížete ze znaku oblasti.

## Geografie
Sousedy Rjazaňské oblasti jsou: Vladimirská oblast (sever), Nižněnovgorodská oblast (severovýchod), Mordvinsko (východ), Penzenská oblast (jihovýchod), Tambovská oblast (jih), Lipecká oblast (jihovýchod), Tulská oblast (jih) a Moskevská oblast (severozápad). Území oblasti je nížinné, na západě pak mírně pahorkaté. Nejvýznamnější řekou zde je Oka, která se vlévá do Volhy. Oblastní půlmilionové město Rjazaň zde má dominantní význam.